# Louis-François Lejeune
Il barone Louis-François Lejeune (Strasburgo, 3 febbraio 1775 – Tolosa, 29 febbraio 1848) è stato un generale, pittore e litografo francese.
Le sue memorie sono state ripubblicate numerose volte, ed il suo nome è inciso sull'Arco di Trionfo di Parigi.

## Biografia
Studiò pittura nello studio di Pierre-Henri de Valenciennes, assieme a Jean-Victor Bertin, ma abbandonò gli studi per arruolarsi nella Compagnie des arts de Paris nel 1792. Ricevette il battesimo del fuoco lo stesso anno nella battaglia di Valmy. Divenne sergente del primo battaglione Arsenal, e nel 1793 si trasferì al corpo d'artiglieria di La Fère, partecipando agli assedi di Landrecies, Le Quesnoy e Valenciennes. A Valenciennes divenne aiutante di campo del generale Jacob e, come tenente degli ingegneri, prese parte alla campagna d'Olanda del 1794 e del 1795.
Richiamato nel 1798, superò brillantemente gli esami e fu nominato capitano di supporto agli ingegneri. Divenne aiutante di campo del maresciallo Louis Alexandre Berthier nel 1800, carica che ricoprì fino al 1812, e con la quale partecipò a quasi tutte le campagne napoleoniche. Fu ferito e catturato in Spagna. Fu promosso a capitano dopo la battaglia di Marengo, e capo di battaglione dopo la battaglia di Austerlitz. Divenne cavaliere della Legion d'onore e colonnello dopo l'assedio di Saragozza.
La campagna tedesca del 1806 lo portò a Monaco, dove visitò il negozio di Alois Senefelder, inventore della litografia. Lejeune fu affascinato dalle possibilità di questa nuova tecnica, e mentre si trovava qui fece il disegno su pietra del suo famoso Cosacco (stampato da C. e ~f. Senefelder, 1806). Durante una cena, con il cavallo pronto per riportarlo a Parigi, fece cento stampe di prova, una delle quali fu poi consegnata a Napoleone. L'introduzione della litografia in Francia fu in gran parte dovuta a Lejeune.
Nel 1812, durante la campagna di Russia, fu nominato generale di brigata e capo degli uomini di Davout. Congelato in faccia, Lejeune lasciò il suo posto durante la ritirata dalla Russia, e fu arrestato per ordine di Napoleone. Liberato nel marzo del 1813, Lejeune fu mandato nelle provincie dell'Illiria, prima di riunirsi all'esercito sotto il maresciallo Oudinot. Durante la campagna sassone, Lejeune fu presente alla battaglia di Lützen (1813), all'attraversamento del fiume Sprea ed alla battaglia di Bautzen. Fu nominato ufficiale della Legion d'onore e commendatore dell'Ordine militare di Massimiliano Giuseppe. Nella battaglia di Hoyersverda, quando gli uomini di Bülow spazzarono via il 12° schierato a quadrato nella pianura, Lejeune (a rischio di essere catturato) si avventurò tra le linee nemiche con un battaglione, la cavalleria del generale Wolf e sei cannoni da dodici libbre. Sconfisse l'artiglieria prussiana salvando il maresciallo Oudinot ed il suo esercito. Ferito numerose volte, l'ultima delle quali nella battaglia di Hanau, fu autorizzato a lasciare l'esercito nel novembre del 1813, dopo oltre 20 anni di servizio. Dopo il congedo si dedicò alla pittura.
Dopo aver ricevuto terre ad Hannover nel 1808, ed in Vestfalia nel 1810, fu nominato barone dell'impero nel 1810. Già titolare della croce dell'Ordine imperiale di Leopoldo, Lejeune fu nominato anche cavaliere dell'Ordine di San Luigi da Luigi XVIII, e nel 1823 commendatore della Legion d'onore. Riprese servizio attivo nell'esercito (ora sotto i Borboni) tra il 1818 ed il 1824, divenendo comandante dell'Alta Garonna nel 1831. Il 2 settembre 1821 sposò Louise Clary, sorella del generale Marius Clary e nipote di Désirée Clary, regina di Svezia grazie al matrimonio con Jean-Baptiste Jules Bernadotte. Nel 1824 il re di Svezia conferì a Lejeune la gran croce dell'Ordine della Spada. Nel 1837 divenne direttore della scuola delle belle arti e dell'industria di Tolosa, città di cui divenne sindaco nel 1841 ed in cui morì per attacco cardiaco all'età di 73 anni.

## Onorificenze
- 1808: Cavaliere della Legion d'onore (Francia)
- 1810: Ordine imperiale di Leopoldo (impero austriaco)
- 1813: Ufficiale della Legion d'onore
- 1813: Ordine militare di Massimiliano Giuseppe (Baviera)
- 1823: Commendatore della Legion d'onore
- 1824: Gran croce dell'Ordine della Spada (Svezia)
- Cavaliere dell'Ordine di San Luigi (Francia)

Il nome di Lejeune è inciso sull'Arco di Trionfo a Parigi (19ª colonna).

## Opere

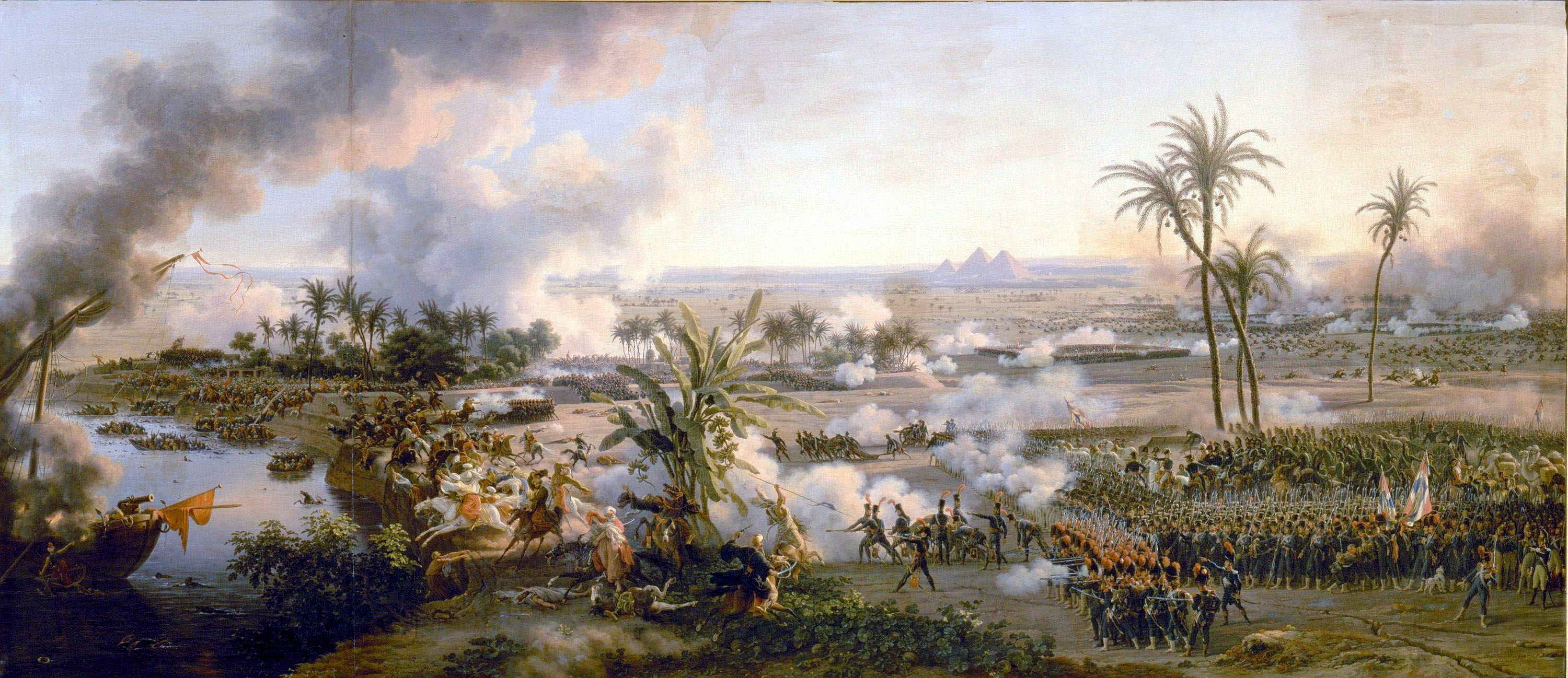
La battaglia delle piramidi, di Lejeune

Produsse un'importante serie di dipinti di battaglie basandosi sulle proprie esperienze. Aveva portato con sé i pennelli sul campo di battaglia, e la popolarità di cui godette fu dovuta al realismo ed al vigore delle sue opere, generalmente create a partire da schizzi e studi fatti in battaglia. Quando le sue tele furono esposte presso la sala egiziana di Londra, fu necessario proteggere le opere dalla folla di ammiratori. È conosciuto soprattutto per il dipinto della battaglia di Guirando, che riscosse successo nel 1819, e per quello della battaglia di Borodino, suo capolavoro. Molti suoi dipinti furono incisi da Jacques Joseph Coiny e Edme Bovinet. Produsse anche numerosi studi sulle uniformi dell'esercito imperiale francese, come quella dei lancieri di Berg comandati da Murat, e dell'aiutante di campo di Berthier.
Tra i suoi capolavori si trovano L'entrata di Carlo X. a Parigi, 6 giugno 1825 esposto a Versailles; Episodio della guerra prussiana, ottobre 1807 esposto al museo Douai; Marengo (1801); Lodi, Thabor, Aboukir (1804); Le piramidi (1806); Passaggio del Reno nel 1795 (1824), e Moskawa (??).

## Nella cultura di massa
Nel romanzo storico The Battle, Lejeune è il personaggio principale.

## Fonti
- Fournier-Sarlovbze, Le Ginral Lejeune (Parigi, Libraire de lar).